# Ielizaveta Solojenkina
Ielizaveta Solojenkina, en russe : Елизавета Евгеньевна Соложенкина (Ielizaveta Ievguevna Solojenkina),  est une joueuse d'échecs russe née le 10 septembre 2003. Elle a le titre de grand maître international féminin depuis 2021. 
Au 1er septembre 2023, elle est la 32e joueuse russe avec un classement Elo de 2 188 points.

## Biographie et carrière
Ielizaveta Solojankina est la fille du grand maître international russe Ievgueni Solojenkine.
Championne d'Europe féminin des moins de 12 ans en 2015, Solojenkina remporta la médaille d'argent au Championnat du monde des filles moins de 12 ans en 2014 et la médaille de bronze en 2017 au championnat du monde des moins de 14 ans,
En 2019, elle finit troisième du championnat du monde d'échecs junior féminin.
En 2021, elle remporte la Coupe d'Europe des clubs d'échecs féminins avec l'équipe d'Oural Sud en marquant 4 points sur 4 comme remplaçante (échiquier de réserve).